# Бередь
Бередь — деревня в Шарканском районе Удмуртской республики.

## География
Находится в восточной части Удмуртии на расстоянии приблизительно 10 км на запад-северо-запад по прямой от районного центра села Шаркан.

## История
Предполагают, что деревня основана раньше 1772 года. В 1873 году здесь (починок Беред) учтено 13 дворов, в 1893 (уже Бередь) — 28, в 1905 — 45. Деревня с 1916 года. До 2021 года входила в состав Сюрсовайского сельского поселения.

## Население
Постоянное население составляло 128 человек (1873 год), 215 (1893, русских 40 и 175 удмуртов), 294 (1905), 125 человек в 2002 году (удмурты 95 %), 83 в 2012.